# Herren von Turn
Im 13. Jahrhundert zählten die Herren von Turn (auch: vom Turn) zu den wichtigsten Walliser Adelsfamilien. Die von Turn waren in der Mitte des 12. Jh. Lehensträger der Abtei St. Maurice. Es wird vermutet, dass die von Turn von einer Seitenlinie der Familie de la Tour aus der Dauphiné abstammen. Die ersten bekannten Vertreter dieses Geschlechts waren um 1170 Wilhelm I. und sein Bruder Amadeus, welcher Bischof von Sitten war. Wilhelm I. löste um diese Zeit Ritter Anselm von Châtillon als Lehensträger in Niedergesteln ab. Anselm wird von Wilhelm zu seinem Kastlan in Niedergesteln ernannt.
Die Gestelnburg wurde vermutlich von Wilhelm I. um 1170 erbaut oder zumindest ausgebaut. Fortan war die Gestelnburg der Stammsitz der Familie von Turn.

## Die Dynastie der Familie von Turn
Die Jahreszahlen in den Klammern umschreiben in etwa die Regierungszeit der Freiherren.
- Wilhelm I. (ca. 1170–1196)
- Aymon I. (1196–1226)
- Peter I. (1226–1233)
- Girold I. (1233–1265)
- Aymon II. (1265–1276)
- Peter II. (1276–1308)
- Johann I. (1308–1324)
- Peter III. (1324–1356)
- Anton (1356–1375), letzter Vertreter der von Turn im Wallis.

## Aufstieg und Untergang
Die von Turn waren neben dem Fürstbischof von Sitten die reichsten Grundherren der Grafschaft Wallis. Wie der Bischof waren sie reichsunmittelbar und unterstanden somit direkt dem Kaiser des Heiligen Römischen Reiches, daher nannten sie sich auch Freiherren. Das Herrschaftsgebiet der Freiherren umfasste Teile des heutigen Bezirkes westl. Raron im Wallis und die Gebiete Kandertal, Mülenen und Adelboden im Berner Oberland.

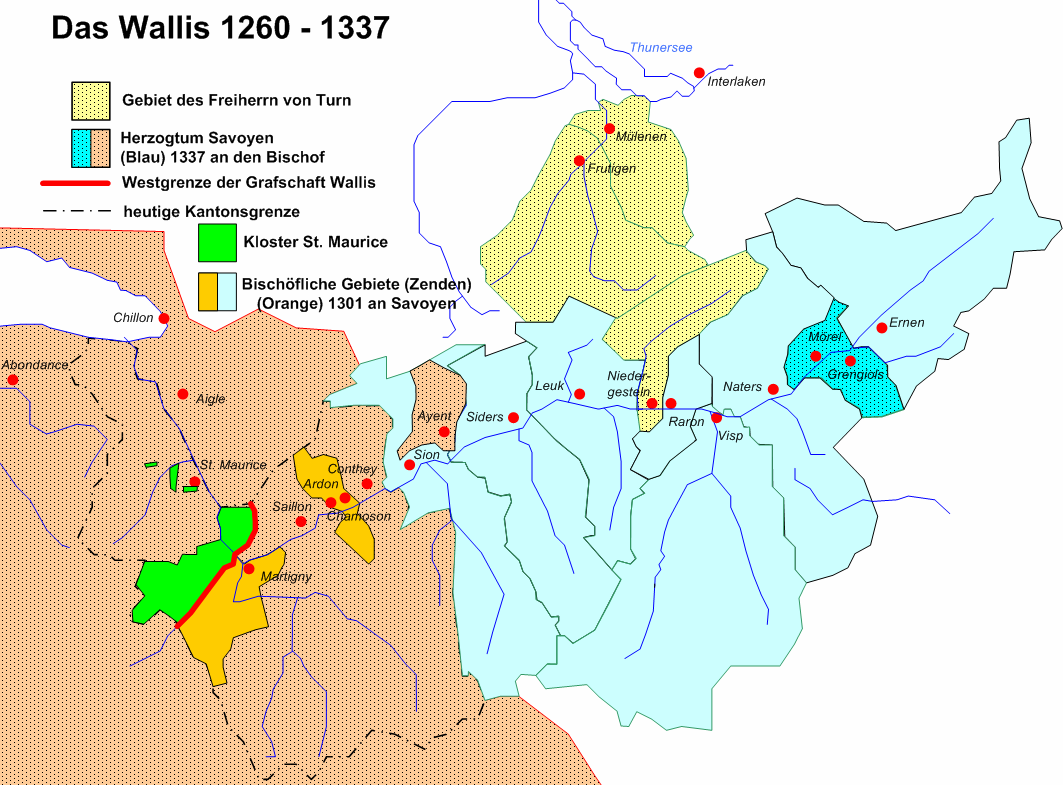
Das Herrschaftsgebiet der Freiherren (Gelb) um 1300.

Mit Hilfe des Hauses Savoyen versuchten die Freiherren von Turn ihre Macht im Wallis auszubauen.
Durch verschiedene Machtkämpfe und Kriege, die von 1260 bis 1297 andauerten, wurde das Wallis stark verwüstet.
1296 stellte sich der Landadel unter Peter von Turn mit Hilfe der Savoyer in der Schlacht bei Leuk gegen den Bischof, der von den Landsleuten und der Stadt Bern unterstützt wurde. Der Landadel wurde geschlagen und musste den Landsleuten (Bauern) Rechte abgeben. Die Lage zwischen den Savoyern und dem Wallis entspannte sich für einige Zeit.
1351 geriet Peter III. von Turn in Uneinigkeit mit Witschard Tavelli, dem Bischof von Sitten, und verbündete sich mit den Freiherren von Raron und Aniviers. Als Anhänger des Bischofs Angehörige der Familie Peters III. in Visp ermordeten und deren Besitzungen in Niedergesteln und Lötschen brandschatzten und plünderten, erhob sich das Volk der oberen Zehnden, Goms, Brig, Visp, Raron und Leuk gegen den Bischof.
Dieser fand einen Verbündeten in Graf Amadeus VI. von Savoyen, genannt der „grüne Graf“. Nach der kampflosen Besetzung der Städte Sitten und Leuk im Jahre 1352 trat der grüne Graf in Verhandlungen mit den Wallisern, welche ihn anerkannten.
1353 erhoben sich die oberen Zehnden abermals gegen den Bischof und eroberten Sitten. Die Savoyer zogen erneut ins Wallis, belagerten die Stadt Sitten und brannten diese nieder. Nach Streitigkeiten und mehreren Kämpfen in den darauf folgenden Jahren anerkannten die Walliser den Grafen von Savoyen und es kehrte wieder Ruhe ein.
1375 ermordeten Gefolgsleute Antons von Turn (Sohn Peters III.) Bischof Tavelli von Sitten auf seiner Burg Seta bei Sitten. Die oberen Zehnden erhoben sich nun gegen Anton von Turn, der mit seiner Familie nach Savoyen flüchtete. Der Graf von Savoyen kaufte Anton von Turn seine Güter im Wallis ab, womit die Herrschaft der Familie von Turn im Wallis endete.
Den Besitz im Berner Oberland, die Herrschaft Frutigen, verkaufte Anton im Jahre 1400 an die Stadt Bern.

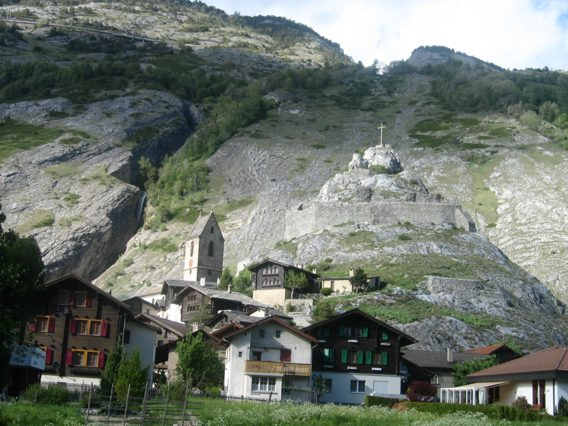
Die Ruinen der Gestelnburg welche 1383 von den Landleuten zerstört wurde. Ansicht von Süden. Die Burganlage steht strategisch günstig auf einem schmalen Felsvorsprung. Im Westen (links hinten) bietet die Jolischlucht eine natürliche unüberwindbare Barriere. Auf dem höchsten Punkt des Felsen, beim Kreuz, stand ein mächtiger Rundturm. Etwas unterhalb rechts kann man die Mauern der Zisterne erkennen.

Die Gestelnburg heute, von Westen aus gesehen.